# Estació de Torredembarra
Torredembarra és una estació de ferrocarril propietat d'adif situada a la població de Torredembarra, a la comarca del Tarragonès. L'estació es troba a la línia Barcelona-Martorell-Vilafranca-Tarragona per on s'aturen trens de la línia de rodalia del Camp de Tarragona RT2, de les línies regionals R14, R15, R16 i R17, i serveis de Mitjana Distància, totes elles operades per Renfe Operadora
Aquesta estació de la línia de Tarragona va entrar en servei l'any 1865 quan va entrar en servei el tram construït per la Companyia del Ferrocarril de Tarragona a Martorell i Barcelona (TMB) entre Martorell i Tarragona
L'any 2016 va registrar l'entrada de 237.000 passatgers.

## Línia
- Línia 200 (Madrid-Torredembarra-Barcelona)
- Línia 600 (Sant Vicenç de Calders-Torredembarra-València/Tortosa)

## Serveis ferroviaris
| Procedència/Destinació                     | <                            | Línia | >                      | Procedència/Destinació      |
| ------------------------------------------ | ---------------------------- | ----- | ---------------------- | --------------------------- |
| Rodalia del Camp de Tarragona              |                              |       |                        |                             |
| Port Aventura                              | Altafulla - Tamarit          |       | Sant Vicenç de Calders | L'Arboç                     |
| Serveis regionals de Rodalies de Catalunya |                              |       |                        |                             |
| Lleida Pirineus                            | Altafulla-Tamarit Tarragona¹ |       | Sant Vicenç de Calders | Barcelona-Estació de França |
| Reus Móra la Nova Flix Riba-roja d'Ebre    | Altafulla-Tamarit Tarragona¹ |       | Sant Vicenç de Calders | Barcelona-Estació de França |
| Tortosa Vinaròs València-Nord              | Altafulla-Tamarit Tarragona¹ |       | Sant Vicenç de Calders | Barcelona-Estació de França |
| Salou-Port Aventura                        | Altafulla-Tamarit Tarragona¹ |       | Sant Vicenç de Calders | Barcelona-Estació de França |
| Casp Saragossa-Delicias Madrid-Chamartín   | Altafulla-Tamarit Tarragona¹ |       | Sant Vicenç de Calders | Barcelona-Estació de França |

1. Alguns regionals no efectuen parada a Altafulla-Tamarit sent la següent o anterior Tarragona.

## Galeria d'imatges

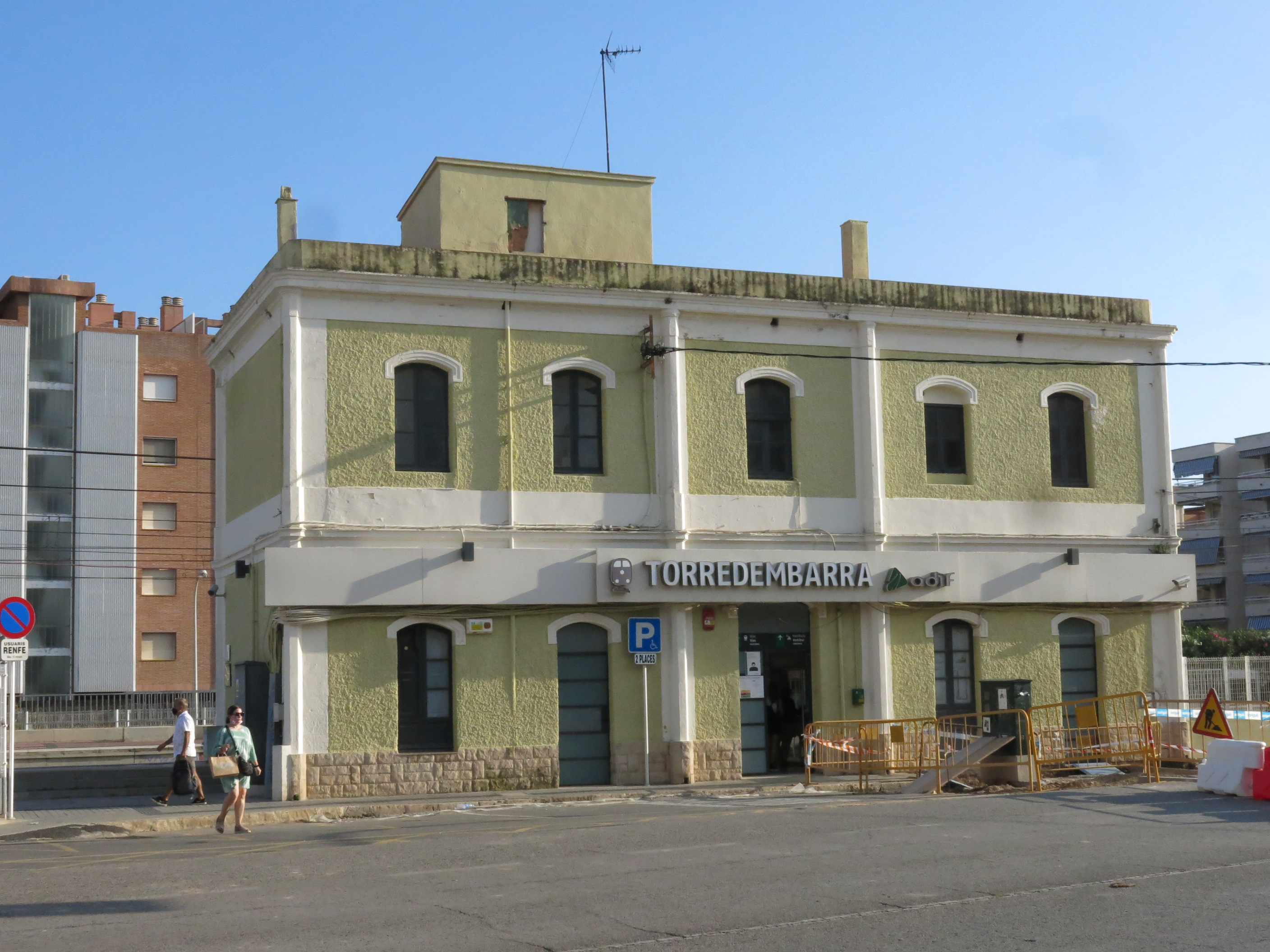
L'edifici i entrada a l'estació
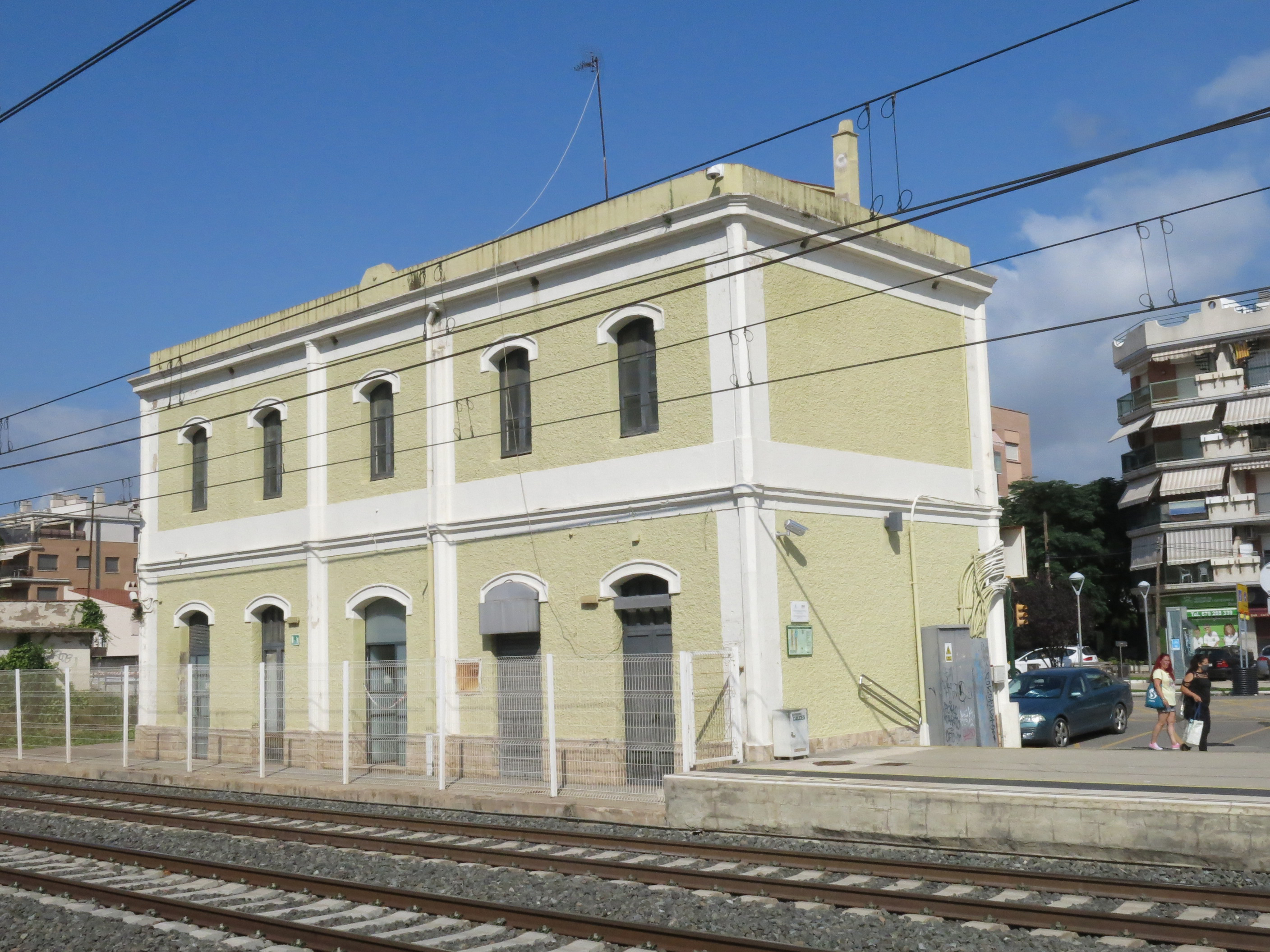
L'edifi des de les vies
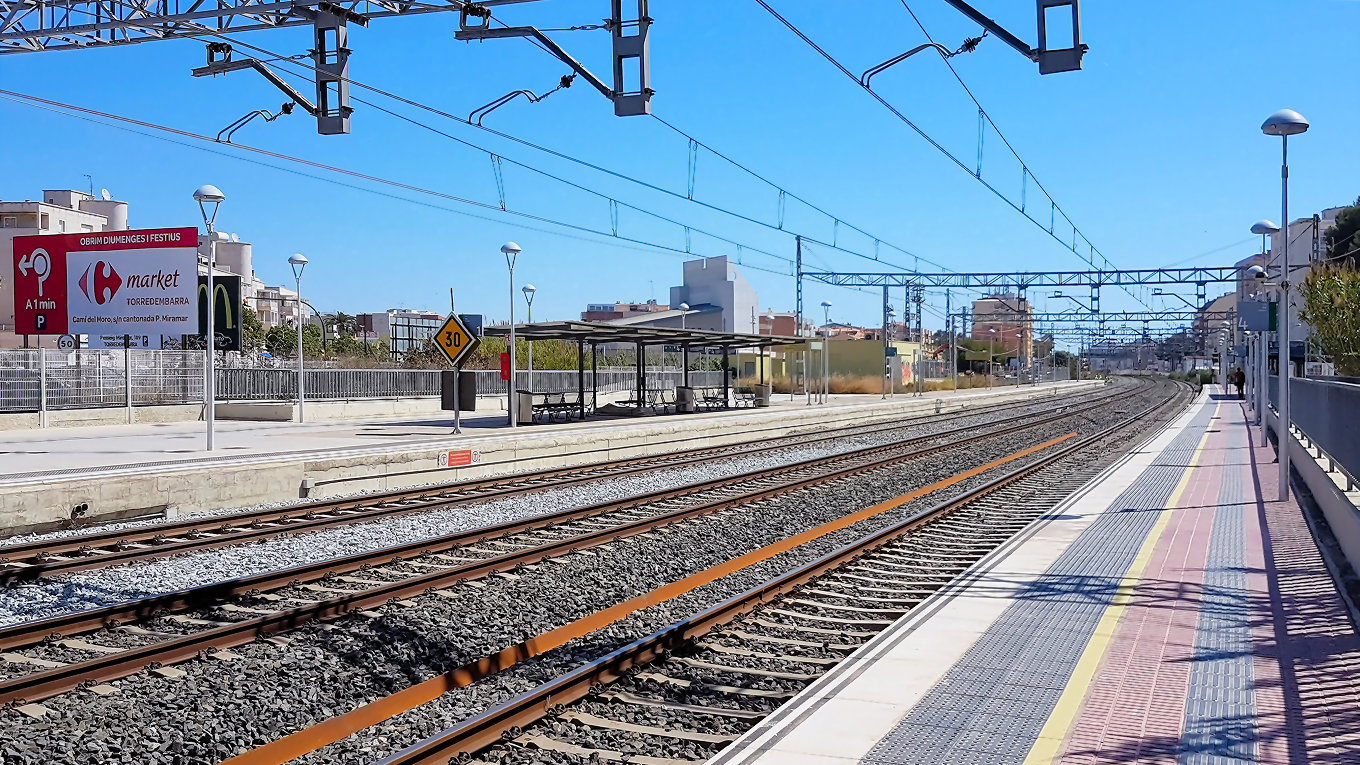
Vies i andanes